# 王加林
王加林（1945年—），男，河北丰润人，中华人民共和国政治人物，中国书法家协会会员，中国摄影家协会会员，曾任河北省人大常委会副主任，第八、九届全国人大代表。